# Fronteira Finlândia–Suécia
A fronteira entre Finlândia e Suécia é uma linha com cerca de 614 km de extensão, separando a Finlândia e a Suécia. É composta por três trechos: um principal no norte da Escandinávia e dois a dividir as ilhas Kataja e Märket.
De norte para sul, a fronteira começa na Lapónia, na tríplice fronteira de Treriksröset. Depois segue para sul e continua o seu percurso ao longo das margens do rio Könkämäeno e do rio Muonio. Em seguida, segue o fluxo do rio Torne antes de chegar ao Golfo de Bótnia, que é o extremo norte do Mar Báltico. Existem dois outros pequenos trechos que são duas pequenas ilhas no Mar Báltico: a ilha Kataja, perto da foz do Torne e a ilha Märket.
Esta fronteira foi criada em 1809 graças ao Tratado de Fredrikshamn assinado entre o Reino da Suécia e o Império Russo para acabar com a Guerra Finlandesa. Segundo este tratado, a Suécia renunciou ao Grão-Ducado da Finlândia que passou a fazer parte do Império Russo antes de se converter em estado independente sob o nome de República da Finlândia em 1917. 
Durante o traçado da fronteira em 1809, esta só era composta por duas secções, já que a ilha de Kataja não era atravessada por nenhuma fronteira e era integramente unida à Suécia. Mas devido à isostasia que afeta toda a Escandinávia, a ilha de Inakari, nesse momento solo finlandês, foi pouco a pouco juntando-se à ilha de Kataja formando uma longa península que era atravessada de lado a lado pela fronteira terrestre.
O traçado desta fronteira só foi modificado uma vez, em 1985 sobre a ilha de Märket, já que os cartógrafos notaram que o farol finlandês da ilha construído em 1885 estava na realidade em solo sueco. A fronteira modificou-se então com um intercâmbio de território, pelo que a fronteira ficou nessa parte com forma de « S ».

Divisão da ilha de Märket

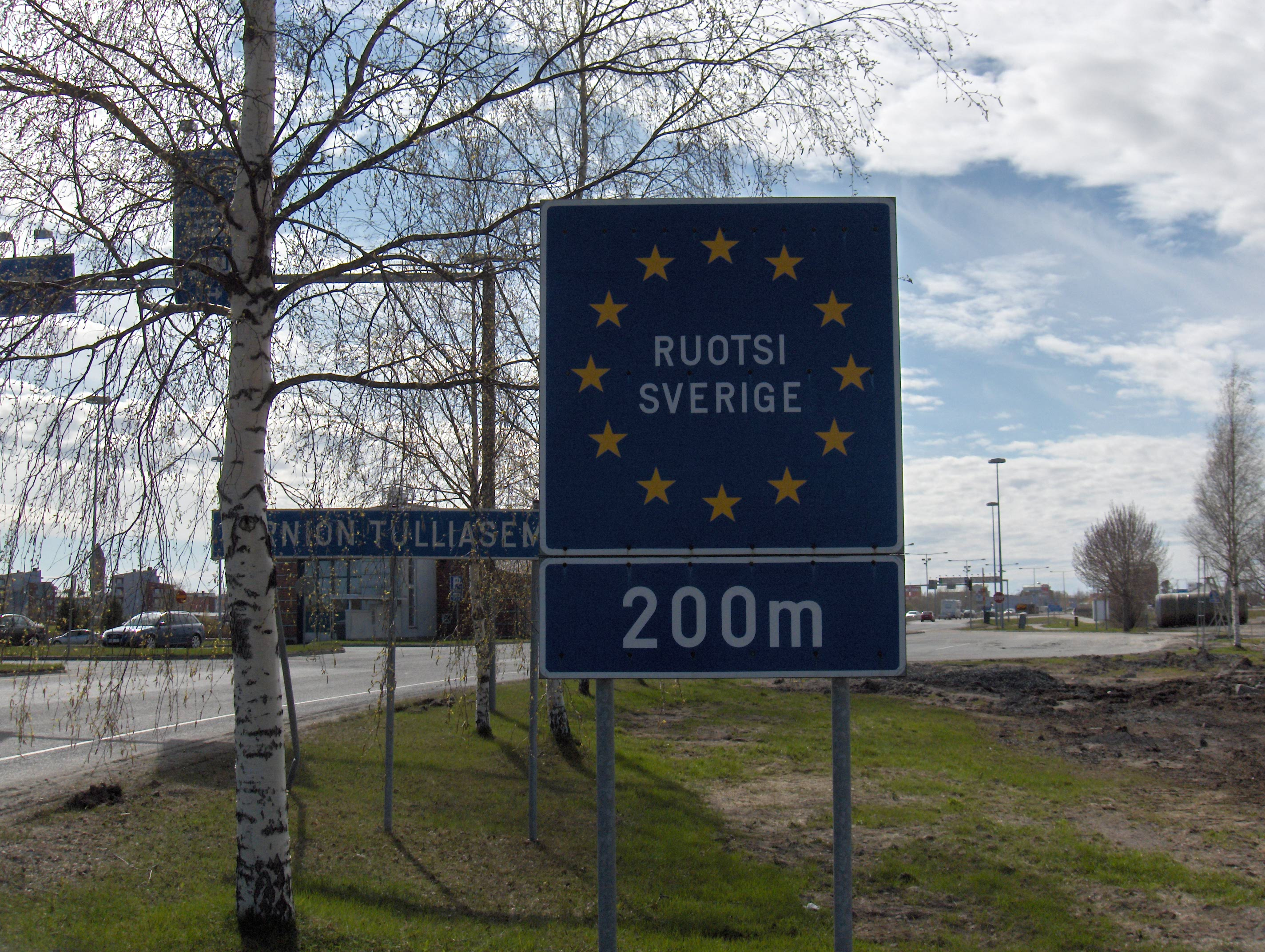
Sinal anunciando entrada na Suécia, fronteira de Tornio